# 五一镇 (图拉州)
五一镇（羅馬化：Pervomayskiy）是俄罗斯图拉州的工人村（市级镇），属晓基诺区，地处图拉州中部，在区行政中心晓基诺北、州府图拉西南方。克里米亚公路经过该地。
该地2021年人口有8,829人；2010年人口10,058；2002年人口11,264；1989年人口12,536。